# Адам Гонтиер
Адам Уейд Гонтиер (на английски: Adam Wade Gontier; роден на 25 май 1978 в Питърборо, Онтарио, Канада) е вокалист, китарист и главен текстописец на Three Days Grace.
Преди това Гонтиер е бил вокалист на групата Groundswell, по-късно преименувана на Three Days Grace и продължава да е вокалист и текстописец.
Докато е на турне покрай новия албум на групата Life Starts Now, Адам пуска анкети в своя MySpace профил, където хората да отговарят на различни въпроси. Обложката на албума One-X включва цитат на Адам, който твърди:
Аз съм на ръба и падам/писна ми да се чувствам вцепенен/Помогни ми да повярвам, че това не е истинското ми аз/може би можем да го променим/Защото не е твърде късно/Седя тук сам/чувствам се смачкан/Няма да е дълго преди да изгоря отвътре/Просто не ми пука вече/че ме завлича надолу/нещата са ясни/Няма да умра/Ние сме един.
Цитатът съдържа текстове от песни от втория албум на групата – One-X
През 2005 Адам постъпва в клиника заради пристрастеността си към OxyContin в Торонто – CAMH (Център за пристрастения и психично здраве), където са написани много от песните в One-X, включително Pain, Animal I Have Become, Over and Over и Gone Forever. Продължава да е чист и е документирал преживяванията си в Behind The Pain, пусната през 2007.
Гонтиер участва в песента I Don’t Care на финландската банда Apocalyptica през 2007. В началото на 2009 е споменато, че Гонтиер трябва да запише песен с Chris Daughtry, която ще бъде включена в новия му албум на Daughtry – Leave This Town. Когато албумът е завършен става ясно, че песента на Адам няма да бъде включена. Вместо това е пусната заедно със сингъла на Daughtry No Surprise и в United Kingdom iTunes. Песента се казва Back Again. Three Days Grace пускат третия си албум, озаглавен Life Starts Now, на 22 септември 2009. Оттогава са пуснали два сингъла – Break и The Good Life. Гонтиер също така е познат със своите вокални способности и с това, че гласът му варира от висок тенор до средно нисък бас.
През 2008 Адам участва в проект наречен Concerned Canadians и записват песента You have a choice. Канадски артисти се обединяват, за да запишат песента спонскорирана от Avaaz, за да вдъхновят канадци да спрат Харпър от унищожаване на климата, като призовават да гласуват за кандидата, който има най-голям шанс да го победи. Артистите, които се обединяват включват: K-Os, Ed Robertson от Barenaked Ladies, Ben Kowalewicz от Billy Talent, Adam Gontier от Three Days Grace, Sarah Harmer, Hawksley Workman, Jason Collett от Broken Social Scene, Ian Lefeuvre от The Hundreds and Thousands, Darren Dumas от The Salads и хора Arts Offstage под ръководството на David Reed.
През 2015 Адам сформира новата супер рок група Saint Asonia заедно с китаристът на Staind Майк Мъшок. В състава на бандата влизат още басистът на Eye Empire Кори Уолъри и бившият барабанист от Finger Eleven Рич Бедоу.

## Албуми
Адам записва както вокалите, така и двете китари за дебютния албум на групата, Three Days Grace. След това той записва само вокали и ритъм китара за следващите албуми на групата One-X и Life Starts Now. Също така допринася за албума Worlds Collide от Apocalyptica.

## Награди
Адам има спечелени две BMI поп награди и е номиниран за най-добро музикално видео, най-добро рок видео и най-добро интернационално видео от канадец. Адам и останалите от Three Days Grace стигнали топ 5 рок песни с Break, Riot, Animal I Have Become, I Hate Everything About You и Never Too Late.

## Личен живот
Майката на Адам Гонтиер (Патриша) е тази, която заинтересува Гонтиер към музиката и го учи да свири на китара. Адам има голям набор от татуировки. На лакътя си има чисто черна лента и текст от песента Never Too Late от албума One-X, а на лявата си ръка има татуировка със специални думи, написани за баба му. Също така има 2 татуировки на гърдите си. Има татуировка на жена си Наоми на лявата си ръка и думата grace, татуирана на кокалчетата на дясната му ръка, използвайки шрифта от албума на Jeff Buckley – grace. През 2007 си прави племенна татуировка на дясното си рамо.
Жени се за Наоми Фейт Брюър (Naomi Faith Brewer) през Май 2004. Братовчед му Кайл Гонтиер е басист на канадските банди Thomley и Art of Dying.
През 2009 Гонтиер твърди в биографично видео, че той и жена му смятат да имат деца „в близкото бъдеще“. За сега няма деца. Някои хора бъркат Мейбъл за негова дъщеря, а не е тя е дете на сестра му. Той твърди, че Мейбъл му е много близка я нарича неговото първородно. Има една кръщелница наречена Ру. Адам има двама по-малки братя и сестри – Кейтлийн и Кристофър.
Адам споменава, че влияние са му оказали Kyuss, Nine Inch Nails, Tool, Black Sabbath, The Beatles, Sunny Day Real Estate, Jeff Buckley, Pearl Jam, Alice in Chains, Nirvana, Soundgarden и Dinosaur Jr.

## Сингли
| Година | Песен                         | Най-висока позиция    | Най-висока позиция                  | Най-висока позиция             | Най-висока позиция    | Албум                               |
| Година | Песен                         | Billboard Hot 100\|US | Hot Mainstream Rock Tracks\|US Main | Hot Modern Rock Tracks\|US Mod | Canadian Hot 100\|CAN | Албум                               |
| ------ | ----------------------------- | --------------------- | ----------------------------------- | ------------------------------ | --------------------- | ----------------------------------- |
| 2008   | I Don't Care (с Apocalyptica) | 78                    | 1                                   | 2                              | 59                    | Worlds Collide (Apocalyptica album) |